# Sieciechów (gmina)
Pour les articles homonymes, voir Sieciechów.

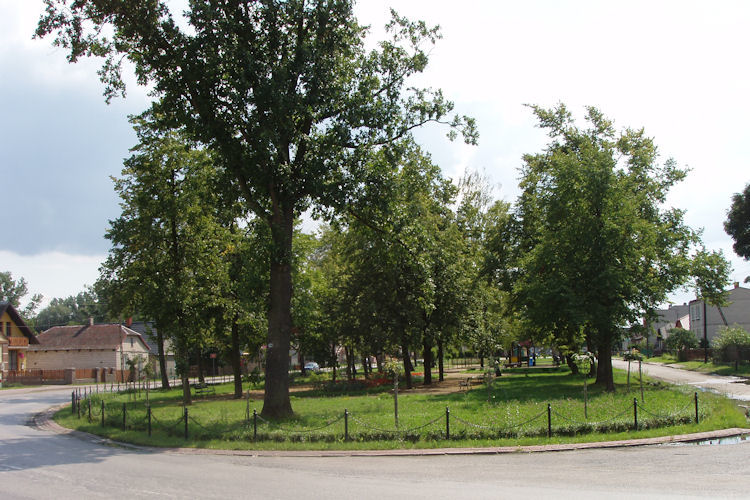
Village de Sieciechow

Sieciechów est une gmina rurale (gmina wiejska) du powiat de Kozienice dans la Voïvodie de Mazovie, dans le centre-est de la Pologne.
Son siège administratif est le village de Sieciechów, qui se situe environ 14 kilomètres à l'est de Kozienice (siège du powiat) et 91 kilomètres au sud-est de Varsovie (capitale de la Pologne).
La gmina couvre une superficie de 61,26 km2 pour une population de 4 271 habitants en 2006.

## Histoire
De 1975 à 1998, la gmina est attachée administrativement à la voïvodie de Radom.

Depuis 1999, elle fait partie de la voïvodie de Mazovie.

## Géographie
La gmina de Sieciechów inclut les villages et les localités de :

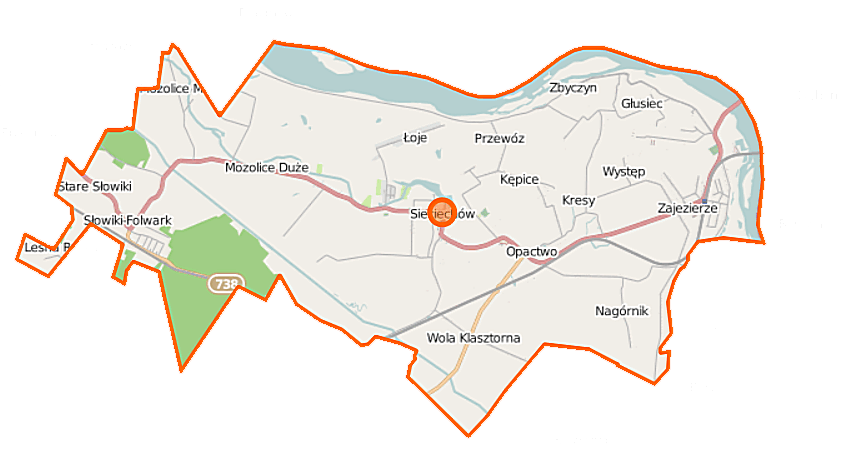
Plan de la gmina

- Głusiec
- Kępice
- Łoje
- Mozolice Duże
- Mozolice Małe
- Nagórnik
- Nowe Słowiki
- Opactwo
- Sieciechów
- Słowiki-Folwark
- Stare Słowiki
- Wola Klasztorna
- Wólka Wojcieszkowska
- Występ
- Zajezierze
- Zbyczyn

### Gminy voisines
La gmina de Sieciechów est voisine de la ville de Dęblin et bordée des gminy suivantes :
- Garbatka-Letnisko
- Gniewoszów
- Kozienice
- Puławy
- Stężyca

## Structure du terrain
D'après les données de 2002, la superficie de la commune de Sieciechów est de 61,26 km2, répartis comme tel :
- terres agricoles : 73 %
- forêts : 7 %

La commune représente 6,68 % de la superficie du powiat.

## Démographie
Données du 30 juin 2004 :
| description        | Total  | Total | Femmes | Femmes | Hommes | Hommes |
| ------------------ | ------ | ----- | ------ | ------ | ------ | ------ |
| Unité              | Nombre | %     | Nombre | %      | Nombre | %      |
| population         | 4 251  | 100   | 2 158  | 50,8   | 2 093  | 49,2   |
| Densité (hab./km²) | 69,4   | 69,4  | 35,2   | 35,2   | 34,2   | 34,2   |